# NGC 5587
NGC 5587 is een spiraalvormig sterrenstelsel in het sterrenbeeld Ossenhoeder. Het hemelobject werd op 17 april 1784 ontdekt door de Duits-Britse astronoom William Herschel.

## Synoniemen
- UGC 9202
- MCG 2-37-5
- ZWG 75.20
- PGC 51332